# Bujan (Albania)
Bujan – wieś położona w południowo-wschodniej części Albanii w gminie Bujan. Wieś znajduje się 113 kilometrów od stolicy państwa, Tirany.

## Demografia
Według spisu ludności z 1989 roku we wsi Bujan mieszkało 812 mieszkańców.